# Machesney Park
Machesney Park es una villa ubicada en el condado de Winnebago en el estado estadounidense de Illinois. En el Censo de 2010 tenía una población de 23499 habitantes y una densidad poblacional de 697,76 personas por km².

## Geografía
Machesney Park se encuentra ubicada en las coordenadas 42°22′4″N 89°1′28″O / 42.36778, -89.02444. Según la Oficina del Censo de los Estados Unidos, Machesney Park tiene una superficie total de 33.68 km², de la cual 32.84 km² corresponden a tierra firme y (2.5%) 0.84 km² es agua.

## Demografía
Según el censo de 2010, había 23499 personas residiendo en Machesney Park. La densidad de población era de 697,76 hab./km². De los 23499 habitantes, Machesney Park estaba compuesto por el 91.47% blancos, el 2.83% eran afroamericanos, el 0.24% eran amerindios, el 1.55% eran asiáticos, el 0.03% eran isleños del Pacífico, el 1.63% eran de otras razas y el 2.25% pertenecían a dos o más razas. Del total de la población el 4.99% eran hispanos o latinos de cualquier raza.